# Atletika na Letních olympijských hrách 1984 – 800 metrů muži
 Běh na 800 metrů mužů na Letních olympijských hrách 1984 se uskutečnil ve dnech 3. až 6. srpna v Los Angeles. Vítězem se stal brazilský běžec Joaquim Cruz, stříbrnou medaili získal Brit Seb Coe a bronz domácí závodník Earl Jones.

## Výsledky finálového běhu
| *                | jméno            | země                   | čas     |
| ---------------- | ---------------- | ---------------------- | ------- |
| Zlatá medaile    | Joaquim Cruz     | Brazílie               | 1:43,00 |
| Stříbrná medaile | Sebastian Coe    | Velká Británie         | 1:43,64 |
| Bronzová medaile | Earl Jones       | Spojené státy americké | 1:43,83 |
| 4                | Billy Konchellah | Keňa                   | 1:44,03 |
| 5                | Donato Sabia     | Itálie                 | 1:44,53 |
| 6                | Edwin Koech      | Keňa                   | 1:44,86 |
| 7                | Johnny Gray      | Velká Británie         | 1:47,89 |
| 8                | Steve Ovett      | Velká Británie         | 1:52,28 |

Na start této disciplíny se postavilo v devíti rozbězích celkem 69 běžců (tedy o 28 více než před čtyřmi lety v Moskvě). Do čtyř čtvrtfinálových běhů postoupili první tři závodníci a dalších pět s nejrychlejšími časy. Následně do dvou semifinálových běhů postoupili vždy první čtyři běžci. V semifinále platil stejný postupový klíč do finále. 
Vzhledem k bojkotu olympiády ze strany zemí východního bloku nestartoval žádný zástupce Československa.